# U2 (Band)/Diskografie
Diese Diskografie ist eine Übersicht über die musikalischen Werke der irischen Rock-Musikgruppe U2. Den Quellenangaben zufolge hat sie bisher mehr als 170 Millionen Tonträger verkauft, damit zählt sie zu den Interpreten mit den meisten verkauften Tonträgern weltweit. Alleine in Deutschland verkaufte die Band über 6,7 Millionen Tonträger, womit sie zu den Interpreten mit den meisten verkauften Tonträgern in Deutschland zählt. Ihre erfolgreichste Veröffentlichung ist das Album The Joshua Tree mit über 18 Millionen verkauften Einheiten.

## Alben

### Studioalben
| Jahr | Titel Musiklabel                                              | Höchstplatzierung, Gesamtwochen/‑monate, AuszeichnungChartplatzierungen (Jahr, Titel, Musiklabel, Platzierungen, Wochen/Monate, Auszeichnungen, Anmerkungen) | Höchstplatzierung, Gesamtwochen/‑monate, AuszeichnungChartplatzierungen (Jahr, Titel, Musiklabel, Platzierungen, Wochen/Monate, Auszeichnungen, Anmerkungen) | Höchstplatzierung, Gesamtwochen/‑monate, AuszeichnungChartplatzierungen (Jahr, Titel, Musiklabel, Platzierungen, Wochen/Monate, Auszeichnungen, Anmerkungen) | Höchstplatzierung, Gesamtwochen/‑monate, AuszeichnungChartplatzierungen (Jahr, Titel, Musiklabel, Platzierungen, Wochen/Monate, Auszeichnungen, Anmerkungen) | Höchstplatzierung, Gesamtwochen/‑monate, AuszeichnungChartplatzierungen (Jahr, Titel, Musiklabel, Platzierungen, Wochen/Monate, Auszeichnungen, Anmerkungen) | Höchstplatzierung, Gesamtwochen/‑monate, AuszeichnungChartplatzierungen (Jahr, Titel, Musiklabel, Platzierungen, Wochen/Monate, Auszeichnungen, Anmerkungen) | Anmerkungen                                                    |
| Jahr | Titel Musiklabel                                              | DE | AT | CH | UK | US | IE | Anmerkungen                                                    |
| ---- | ------------------------------------------------------------- | --- | --- | --- | --- | --- | --- | -------------------------------------------------------------- |
| 1980 | Boy Island Records (EMI)                                      | DE89 (1 Wo.)DE | — | — | UK52 Gold · (32 Wo.)UK | US63 Platin · (48 Wo.)US | IE13 a (8 Wo.)IE | Erstveröffentlichung: 20. Oktober 1980 Verkäufe: + 5.500.000   |
| 1981 | October Island Records (EMI)                                  | DE96 (1 Wo.)DE | — | — | UK11 Platin · (43 Wo.)UK | US104 Platin · (38 Wo.)US | IE17 a (5 Wo.)IE | Erstveröffentlichung: 12. Oktober 1981 Verkäufe: + 2.250.000   |
| 1983 | War Island Records (EMI)                                      | DE59 Gold · (6 Wo.)DE | — | CH— GoldCH | UK1 ×2Doppelplatin · (148 Wo.)UK | US12 ×4Vierfachplatin · (180 Wo.)US | IE16 a (8 Wo.)IE | Erstveröffentlichung: 28. Februar 1983 Verkäufe: + 13.000.000  |
| 1984 | The Unforgettable Fire Island Records (Ariola)                | DE14 (40 Wo.)DE | — | CH24 Gold · (3 Wo.)CH | UK1 ×2Doppelplatin · (132 Wo.)UK | US12 ×3Dreifachplatin · (133 Wo.)US | IE30 a (10 Wo.)IE | Erstveröffentlichung: 1. Oktober 1984 Verkäufe: + 7.950.000    |
| 1987 | The Joshua Tree Island Records (Ariola)                       | DE1 ×2Doppelplatin · (81 Wo.)DE | AT1 ×3Dreifachgold · (61 Wo.)AT | CH1 Platin · (44 Wo.)CH | UK1 ×10Zehnfachplatin + Gold (Deluxe) · (201 Wo.)UK | US1 Diamant · (121 Wo.)US | IE2 a (130 Wo.)IE | Erstveröffentlichung: 9. März 1987 Verkäufe: + 18.000.000      |
| 1988 | Rattle and Hum Island Records (BMG Ariola)                    | DE1 Platin · (37 Wo.)DE | AT1 (11½ Mt.)AT | CH1 ×2Doppelplatin · (26 Wo.)CH | UK1 ×4Vierfachplatin · (65 Wo.)UK | US1 ×5Fünffachplatin · (39 Wo.)US | IE17 a (16 Wo.)IE | Erstveröffentlichung: 10. Oktober 1988 Verkäufe: + 9.008.632   |
| 1991 | Achtung Baby Island Records (BMG Ariola)                      | DE4 Platin · (60 Wo.)DE | AT2 Platin · (22 Wo.)AT | CH3 Gold · (23 Wo.)CH | UK2 ×4Vierfachplatin · (93 Wo.)UK | US1 ×8Achtfachplatin · (101 Wo.)US | IE9 a (40 Wo.)IE | Erstveröffentlichung: 18. November 1991 Verkäufe: + 15.250.000 |
| 1993 | Zooropa Island Records (Polygram)                             | DE1 Gold · (22 Wo.)DE | AT1 Gold · (18 Wo.)AT | CH1 (14 Wo.)CH | UK1 Platin · (34 Wo.)UK | US1 ×2Doppelplatin · (40 Wo.)US | IE35 a (10 Wo.)IE | Erstveröffentlichung: 5. Juli 1993 Verkäufe: + 7.000.000       |
| 1997 | Pop Island Records (Polygram)                                 | DE1 Gold · (31 Wo.)DE | AT1 Platin · (29 Wo.)AT | CH1 Platin · (26 Wo.)CH | UK1 Platin · (45 Wo.)UK | US1 Platin · (28 Wo.)US | IE37 a (10 Wo.)IE | Erstveröffentlichung: 26. Februar 1997 Verkäufe: + 6.500.000   |
| 2000 | All That You Can’t Leave Behind Island Records (UMG)          | DE1 ×3Dreifachgold · (43 Wo.)DE | AT1 Platin · (53 Wo.)AT | CH2 ×2Doppelplatin · (63 Wo.)CH | UK1 ×4Vierfachplatin · (73 Wo.)UK | US3 ×4Vierfachplatin · (95 Wo.)US | IE1 (120 Wo.)IE | Erstveröffentlichung: 30. Oktober 2000 Verkäufe: + 12.000.000  |
| 2004 | How to Dismantle an Atomic Bomb Island Records (UMG)          | DE1 ×3Dreifachgold · (44 Wo.)DE | AT1 Platin · (43 Wo.)AT | CH1 (41 Wo.)CH | UK1 ×4Vierfachplatin · (40 Wo.)UK | US1 ×3Dreifachplatin · (56 Wo.)US | IE1 ×10Zehnfachplatin · (55 Wo.)IE | Erstveröffentlichung: 22. November 2004 Verkäufe: + 9.000.000  |
| 2009 | No Line on the Horizon Island Records / Mercury Records (UMG) | DE1 Platin · (28 Wo.)DE | AT1 Platin · (28 Wo.)AT | CH1 Platin · (32 Wo.)CH | UK1 Platin · (25 Wo.)UK | US1 Platin · (35 Wo.)US | IE1 ×4Vierfachplatin · (34 Wo.)IE | Erstveröffentlichung: 27. Februar 2009 Verkäufe: + 3.400.000   |
| 2014 | Songs of Innocence Island Records (UMG)                       | DE2 Gold · (11 Wo.)DE | AT2 Platin · (8 Wo.)AT | CH3 (12 Wo.)CH | UK6 Silber · (10 Wo.)UK | US9 (8 Wo.)US | IE2 (53 Wo.)IE | Erstveröffentlichung: 9. September 2014 b Verkäufe: + 650.000  |
| 2017 | Songs of Experience Island Records / Interscope Records (UMG) | DE2 Gold · (17 Wo.)DE | AT2 Gold · (16 Wo.)AT | CH2 (17 Wo.)CH | UK5 Gold · (10 Wo.)UK | US1 (9 Wo.)US | IE1 (27 Wo.)IE | Erstveröffentlichung: 1. Dezember 2017 Verkäufe: + 1.300.000   |
| 2023 | Songs of Surrender Island Records (UMG)                       | DE1 (8 Wo.)DE | AT1 (7 Wo.)AT | CH1 (6 Wo.)CH | UK1 (3 Wo.)UK | US5 (1 Wo.)US | IE1 (9 Wo.)IE | Erstveröffentlichung: 17. März 2023 Verkäufe: + 50.000         |

grau schraffiert: keine Chartdaten aus diesem Jahr verfügbar

### Livealben
| Jahr | Titel Musiklabel                           | Höchstplatzierung, Gesamtwochen, AuszeichnungChartplatzierungen (Jahr, Titel, Musiklabel, Platzierungen, Wochen, Auszeichnungen, Anmerkungen) | Höchstplatzierung, Gesamtwochen, AuszeichnungChartplatzierungen (Jahr, Titel, Musiklabel, Platzierungen, Wochen, Auszeichnungen, Anmerkungen) | Höchstplatzierung, Gesamtwochen, AuszeichnungChartplatzierungen (Jahr, Titel, Musiklabel, Platzierungen, Wochen, Auszeichnungen, Anmerkungen) | Höchstplatzierung, Gesamtwochen, AuszeichnungChartplatzierungen (Jahr, Titel, Musiklabel, Platzierungen, Wochen, Auszeichnungen, Anmerkungen) | Höchstplatzierung, Gesamtwochen, AuszeichnungChartplatzierungen (Jahr, Titel, Musiklabel, Platzierungen, Wochen, Auszeichnungen, Anmerkungen) | Höchstplatzierung, Gesamtwochen, AuszeichnungChartplatzierungen (Jahr, Titel, Musiklabel, Platzierungen, Wochen, Auszeichnungen, Anmerkungen) | Anmerkungen                                                  |
| Jahr | Titel Musiklabel                           | DE | AT | CH | UK | US | IE | Anmerkungen                                                  |
| ---- | ------------------------------------------ | --- | --- | --- | --- | --- | --- | ------------------------------------------------------------ |
| 1983 | Under a Blood Red Sky Island Records (EMI) | DE20 Platin · (17 Wo.)DE | — | — | UK2 ×3Dreifachplatin · (203 Wo.)UK | US28 ×3Dreifachplatin · (180 Wo.)US | IE43 (26 Wo.)IE | Erstveröffentlichung: 7. November 1983 Verkäufe: + 6.375.000 |
| 2008 | Live from Paris Island Records (UMG)       | — | — | — | — | US54 (2 Wo.)US | IE99 (1 Wo.)IE | Erstveröffentlichung: 21. Juli 2008                          |

grau schraffiert: keine Chartdaten aus diesem Jahr verfügbar

### Kompilationen
| Jahr | Titel Musiklabel                                    | Höchstplatzierung, Gesamtwochen, AuszeichnungChartplatzierungen (Jahr, Titel, Musiklabel, Platzierungen, Wochen, Auszeichnungen, Anmerkungen) | Höchstplatzierung, Gesamtwochen, AuszeichnungChartplatzierungen (Jahr, Titel, Musiklabel, Platzierungen, Wochen, Auszeichnungen, Anmerkungen) | Höchstplatzierung, Gesamtwochen, AuszeichnungChartplatzierungen (Jahr, Titel, Musiklabel, Platzierungen, Wochen, Auszeichnungen, Anmerkungen) | Höchstplatzierung, Gesamtwochen, AuszeichnungChartplatzierungen (Jahr, Titel, Musiklabel, Platzierungen, Wochen, Auszeichnungen, Anmerkungen) | Höchstplatzierung, Gesamtwochen, AuszeichnungChartplatzierungen (Jahr, Titel, Musiklabel, Platzierungen, Wochen, Auszeichnungen, Anmerkungen) | Höchstplatzierung, Gesamtwochen, AuszeichnungChartplatzierungen (Jahr, Titel, Musiklabel, Platzierungen, Wochen, Auszeichnungen, Anmerkungen) | Anmerkungen |
| Jahr | Titel Musiklabel                                    | DE | AT | CH | UK | US | IE | Anmerkungen |
| ---- | --------------------------------------------------- | --- | --- | --- | --- | --- | --- | --- |
| 1998 | The Best of 1980–1990 Island Records (Polygram)     | DE1 Platin · (49 Wo.)DE | AT1 ×2Doppelplatin · (87 Wo.)AT | CH1 ×3Dreifachplatin · (60 Wo.)CH | UK1 ×5Fünffachplatin + Platin (B-Sides) · (146 Wo.)UK                                                                                         | US2 ×2Doppelplatin + Doppelplatin (B-Sides) · (61 Wo.)US                                                                                      | IE8 (299 Wo.)IE | Erstveröffentlichung: 10. November 1998 Verkäufe: + 13.885.000; erschien auch in limitierter Auflage mit der Bonus-Disc The B-Sides 1980–1990 |
| 2002 | The Best of 1990–2000 Island Records (UMG)          | DE4 Gold · (23 Wo.)DE | AT1 Platin · (27 Wo.)AT | CH1 ×2Doppelplatin · (45 Wo.)CH | UK2 ×2Doppelplatin + Platin (B-Sides) · (56 Wo.)UK                                                                                            | US3 Platin · (26 Wo.)US | IE1 (103 Wo.)IE | Erstveröffentlichung: 12. November 2002 Verkäufe: + 5.275.000; erschien auch in limitierter Auflage mit der Bonus-Disc The B-Sides 1990–2000  |
| 2006 | U218 Singles Island Records / Mercury Records (UMG) | DE5 Platin · (25 Wo.)DE | AT2 (18 Wo.)AT | CH1 Platin · (20 Wo.)CH | UK4 ×5Fünffachplatin · (71 Wo.)UK | US12 (47 Wo.)US | IE1 ×6Sechsfachplatin · (… Wo.)IE | Erstveröffentlichung: 17. November 2006 Verkäufe: + 2.936.000                                                                                 |

grau schraffiert: keine Chartdaten aus diesem Jahr verfügbar

### Soundtracks
| Jahr | Titel Musiklabel                                 | Höchstplatzierung, Gesamtwochen, AuszeichnungChartplatzierungen (Jahr, Titel, Musiklabel, Platzierungen, Wochen, Auszeichnungen, Anmerkungen) | Höchstplatzierung, Gesamtwochen, AuszeichnungChartplatzierungen (Jahr, Titel, Musiklabel, Platzierungen, Wochen, Auszeichnungen, Anmerkungen) | Höchstplatzierung, Gesamtwochen, AuszeichnungChartplatzierungen (Jahr, Titel, Musiklabel, Platzierungen, Wochen, Auszeichnungen, Anmerkungen) | Höchstplatzierung, Gesamtwochen, AuszeichnungChartplatzierungen (Jahr, Titel, Musiklabel, Platzierungen, Wochen, Auszeichnungen, Anmerkungen) | Höchstplatzierung, Gesamtwochen, AuszeichnungChartplatzierungen (Jahr, Titel, Musiklabel, Platzierungen, Wochen, Auszeichnungen, Anmerkungen) | Höchstplatzierung, Gesamtwochen, AuszeichnungChartplatzierungen (Jahr, Titel, Musiklabel, Platzierungen, Wochen, Auszeichnungen, Anmerkungen) | Anmerkungen                                                                              |
| Jahr | Titel Musiklabel                                 | DE | AT | CH | UK | US | IE | Anmerkungen                                                                              |
| ---- | ------------------------------------------------ | --- | --- | --- | --- | --- | --- | ---------------------------------------------------------------------------------------- |
| 1995 | Original Soundtracks 1 Island Records (Polygram) | DE46 (13 Wo.)DE | AT40 (3 Wo.)AT | — | UK12 Silber · (8 Wo.)UK | US76 (4 Wo.)US | — | Erstveröffentlichung: 6. November 1995 Verkäufe: + 210.000; mit Brian Eno als Passengers |

grau schraffiert: keine Chartdaten aus diesem Jahr verfügbar

### EPs
| Jahr | Titel Musiklabel                                                              | Höchstplatzierung, Gesamtwochen, AuszeichnungChartplatzierungen (Jahr, Titel, Musiklabel, Platzierungen, Wochen, Auszeichnungen, Anmerkungen) | Höchstplatzierung, Gesamtwochen, AuszeichnungChartplatzierungen (Jahr, Titel, Musiklabel, Platzierungen, Wochen, Auszeichnungen, Anmerkungen) | Höchstplatzierung, Gesamtwochen, AuszeichnungChartplatzierungen (Jahr, Titel, Musiklabel, Platzierungen, Wochen, Auszeichnungen, Anmerkungen) | Höchstplatzierung, Gesamtwochen, AuszeichnungChartplatzierungen (Jahr, Titel, Musiklabel, Platzierungen, Wochen, Auszeichnungen, Anmerkungen) | Höchstplatzierung, Gesamtwochen, AuszeichnungChartplatzierungen (Jahr, Titel, Musiklabel, Platzierungen, Wochen, Auszeichnungen, Anmerkungen) | Höchstplatzierung, Gesamtwochen, AuszeichnungChartplatzierungen (Jahr, Titel, Musiklabel, Platzierungen, Wochen, Auszeichnungen, Anmerkungen) | Anmerkungen |
| Jahr | Titel Musiklabel                                                              | DE | AT | CH | UK | US | IE | Anmerkungen |
| ---- | ----------------------------------------------------------------------------- | --- | --- | --- | --- | --- | --- | --- |
| 1979 | Three CBS Records (CBS)                                                       | — | — | — | — | — | — | Erstveröffentlichung: 26. September 1979 |
| 1985 | Wide Awake in America Island Records (Atco Records)                           | — | — | — | UK11 Silber · (16 Wo.)UK | US37 ×2Doppelplatin · (23 Wo.)US | — | Erstveröffentlichung: 1. Mai 1985 Verkäufe: + 2.160.000 |
| 2002 | 7 Interscope Records (UMG)                                                    | — | — | — | — | — | — | Erstveröffentlichung: 5. Februar 2002 nur in den USA veröffentlicht, enthält sieben B-Seiten der Singles vom Album All That You Can't Leave Behind, da diese in den USA nicht in den Handel kamen |
| 2004 | Live from under the Brooklyn Bridge Island Records / Interscope Records (UMG) | — | — | — | — | — | — | Erstveröffentlichung: 8. Dezember 2004 nur in den USA und Kanada über iTunes veröffentlicht |
| 2024 | Zoo TV – Live in Dublin 1993 EP Island Records (UMG)                          | DE9 (1 Wo.)DE | AT11 (1 Wo.)AT | CH50 (1 Wo.)CH | UK47 (1 Wo.)UK | — | — | Erstveröffentlichung: 30. August 2024 |

grau schraffiert: keine Chartdaten aus diesem Jahr verfügbar

## Singles

### Als Leadmusiker
| Jahr | Titel Album                                                             | Höchstplatzierung, Gesamtwochen/‑monate, AuszeichnungChartplatzierungen (Jahr, Titel, Album, Platzierungen, Wochen/Monate, Auszeichnungen, Anmerkungen) | Höchstplatzierung, Gesamtwochen/‑monate, AuszeichnungChartplatzierungen (Jahr, Titel, Album, Platzierungen, Wochen/Monate, Auszeichnungen, Anmerkungen) | Höchstplatzierung, Gesamtwochen/‑monate, AuszeichnungChartplatzierungen (Jahr, Titel, Album, Platzierungen, Wochen/Monate, Auszeichnungen, Anmerkungen) | Höchstplatzierung, Gesamtwochen/‑monate, AuszeichnungChartplatzierungen (Jahr, Titel, Album, Platzierungen, Wochen/Monate, Auszeichnungen, Anmerkungen) | Höchstplatzierung, Gesamtwochen/‑monate, AuszeichnungChartplatzierungen (Jahr, Titel, Album, Platzierungen, Wochen/Monate, Auszeichnungen, Anmerkungen) | Höchstplatzierung, Gesamtwochen/‑monate, AuszeichnungChartplatzierungen (Jahr, Titel, Album, Platzierungen, Wochen/Monate, Auszeichnungen, Anmerkungen) | Anmerkungen                                                                               |
| Jahr | Titel Album                                                             | DE | AT | CH | UK | US | IE | Anmerkungen                                                                               |
| --- | ----------------------------------------------------------------------- | --- | --- | --- | --- | --- | --- | ----------------------------------------------------------------------------------------- |
| 1980 | Another Day Boy (Deluxe)                                                | — | — | — | — | — | — | Erstveröffentlichung: 26. Februar 1980                                                    |
| 1980 | 11 O’Clock Tick Tock Boy (Deluxe)                                       | — | — | — | — | — | IE69 c (3 Wo.)IE | Erstveröffentlichung: 23. Mai 1980                                                        |
| 1980 | A Day Without Me Boy                                                    | — | — | — | — | — | — | Erstveröffentlichung: August 1980                                                         |
| 1980 | I Will Follow Boy                                                       | — | — | — | — | — | — | Erstveröffentlichung: Oktober 1980                                                        |
| 1981 | Fire October                                                            | — | — | — | UK35 (6 Wo.)UK | — | IE4 (9 Wo.)IE | Erstveröffentlichung: Juli 1981                                                           |
| 1981 | Gloria October                                                          | — | — | — | UK55 (4 Wo.)UK | — | IE10 (4 Wo.)IE | Erstveröffentlichung: September 1981                                                      |
| 1982 | A Celebration October (Deluxe)                                          | — | — | — | UK47 (4 Wo.)UK | — | IE15 (4 Wo.)IE | Erstveröffentlichung: März 1982                                                           |
| 1982 | I Will Follow (live from Hattem) –                                      | — | — | — | — | — | — | Erstveröffentlichung: 30. August 1982                                                     |
| 1983 | New Year’s Day War                                                      | — | — | — | UK10 (8 Wo.)UK | US53 (12 Wo.)US | IE2 (4 Wo.)IE | Erstveröffentlichung: 10. Januar 1983                                                     |
| 1983 | Two Hearts Beat as One War                                              | — | — | — | UK18 (5 Wo.)UK | — | IE2 (3 Wo.)IE | Erstveröffentlichung: 1. März 1983                                                        |
| 1983 | Sunday Bloody Sunday War                                                | — | — | — | UK— SilberUK | — | — | Erstveröffentlichung: 25. August 1983 Verkäufe: + 360.000                                 |
| 1983 | 40 (How Long) War                                                       | — | — | — | — | — | — | Erstveröffentlichung: 25. August 1983                                                     |
| 1984 | I Will Follow (live) Under a Blood Red Sky                              | — | — | — | — | US81 (5 Wo.)US | — | Erstveröffentlichung: Januar 1984                                                         |
| 1984 | Pride (In the Name of Love) The Unforgettable Fire                      | DE27 (12 Wo.)DE | — | — | UK3 Silber · (11 Wo.)UK | US33 (15 Wo.)US | IE2 (7 Wo.)IE | Erstveröffentlichung: 3. September 1984 Verkäufe: + 355.000                               |
| 1984 | The Unforgettable Fire                                                  | — | — | — | UK6 (6 Wo.)UK | — | IE1 (4 Wo.)IE | Erstveröffentlichung: 12. November 1984                                                   |
| 1987 | With or Without You The Joshua Tree                                     | DE7 Platin · (19 Wo.)DE | AT15 Gold · (4 Mt.)AT | CH10 (14 Wo.)CH | UK4 ×3Dreifachplatin · (19 Wo.)UK | US1 (18 Wo.)US | IE1 (7 Wo.)IE | Erstveröffentlichung: 16. März 1987 Verkäufe: + 3.270.000                                 |
| 1987 | I Still Haven’t Found What I’m Looking For The Joshua Tree              | DE13 Gold · (15 Wo.)DE | AT10 Gold · (2½ Mt.)AT | CH18 (9 Wo.)CH | UK6 ×2Doppelplatin · (11 Wo.)UK | US1 (17 Wo.)US | IE1 (7 Wo.)IE | Erstveröffentlichung: 25. Mai 1987 Verkäufe: + 1.955.000                                  |
| 1987 | Where the Streets Have No Name The Joshua Tree                          | DE44 (6 Wo.)DE | — | — | UK4 Gold · (6 Wo.)UK | US13 (14 Wo.)US | IE1 (7 Wo.)IE | Erstveröffentlichung: 31. August 1987 Verkäufe: + 495.000                                 |
| 1987 | In God’s Country The Joshua Tree                                        | — | — | — | UK48 (4 Wo.)UK | US44 (12 Wo.)US | — | Erstveröffentlichung: 16. November 1987                                                   |
| 1988 | One Tree Hill The Joshua Tree                                           | — | — | — | — | — | — | Erstveröffentlichung: März 1988 Verkäufe: + 10.000                                        |
| 1988 | Desire Rattle and Hum                                                   | DE9 (13 Wo.)DE | AT19 (1½ Mt.)AT | CH9 (11 Wo.)CH | UK1 Silber · (8 Wo.)UK | US3 Gold · (17 Wo.)US | IE1 (4 Wo.)IE | Erstveröffentlichung: 2. September 1988 Verkäufe: + 1.345.000                             |
| 1988 | Angel of Harlem Rattle and Hum                                          | DE31 (7 Wo.)DE | — | CH25 (4 Wo.)CH | UK9 (6 Wo.)UK | US14 (15 Wo.)US | IE3 (5 Wo.)IE | Erstveröffentlichung: 5. Dezember 1988                                                    |
| 1989 | When Love Comes to Town Rattle and Hum                                  | DE64 (3 Wo.)DE | — | — | UK6 (7 Wo.)UK | US68 (7 Wo.)US | IE1 (5 Wo.)IE | Erstveröffentlichung: 3. April 1989 mit B. B. King                                        |
| 1989 | All I Want Is You Rattle and Hum                                        | — | — | — | UK4 (6 Wo.)UK | US83 (4 Wo.)US | IE1 (6 Wo.)IE | Erstveröffentlichung: 13. Juni 1989 Verkäufe: + 75.000                                    |
| 1991 | The Fly Achtung Baby                                                    | DE5 (10 Wo.)DE | AT5 (10 Wo.)AT | CH3 (7 Wo.)CH | UK1 Silber · (6 Wo.)UK | US61 (11 Wo.)US | IE1 (6 Wo.)IE | Erstveröffentlichung: 21. Oktober 1991 Verkäufe: + 245.000                                |
| 1991 | Mysterious Ways Achtung Baby                                            | DE46 (8 Wo.)DE | — | CH13 (9 Wo.)CH | UK13 (7 Wo.)UK | US9 (20 Wo.)US | IE1 (3 Wo.)IE | Erstveröffentlichung: 2. Dezember 1991 Verkäufe: + 40.000                                 |
| 1992 | One Achtung Baby                                                        | DE50 (10 Wo.)DE | AT— GoldAT | CH25 (13 Wo.)CH | UK7 Platin · (6 Wo.)UK | US10 (20 Wo.)US | IE1 (9 Wo.)IE | Erstveröffentlichung: 3. März 1992 Verkäufe: + 1.125.000                                  |
| 1992 | Even Better Than the Real Thing Achtung Baby                            | DE28 (8 Wo.)DE | AT8 (9 Wo.)AT | CH18 (8 Wo.)CH | UK12 (7 Wo.)UK | — | IE3 (9 Wo.)IE | Erstveröffentlichung: 1. Mai 1992                                                         |
| 1992 | Even Better Than the Real Thing (Remixes) Achtung Baby                  | — | — | — | UK8 (7 Wo.)UK | US32 (15 Wo.)US | IE10 (8 Wo.)IE | Erstveröffentlichung: 8. Juni 1992                                                        |
| 1992 | Who’s Gonna Ride Your Wild Horses Achtung Baby                          | DE48 (7 Wo.)DE | AT20 (4 Wo.)AT | CH24 (7 Wo.)CH | UK14 (8 Wo.)UK | US35 (16 Wo.)US | IE4 (9 Wo.)IE | Erstveröffentlichung: August 1992                                                         |
| 1993 | Lemon Zooropa                                                           | — | — | — | — | — | — | Erstveröffentlichung: September 1993 Verkäufe: + 45.000                                   |
| 1993 | Stay (Faraway, So Close!) Zooropa                                       | — | AT22 (5 Wo.)AT | CH20 (7 Wo.)CH | UK4 Silber · (9 Wo.)UK | US61 (13 Wo.)US | IE1 (11 Wo.)IE | Erstveröffentlichung: 22. November 1993 Verkäufe: + 245.000                               |
| 1995 | Hold Me, Thrill Me, Kiss Me, Kill Me Batman Forever (OST)               | DE8 (20 Wo.)DE | AT3 (15 Wo.)AT | CH5 (20 Wo.)CH | UK2 Gold · (14 Wo.)UK | US16 (17 Wo.)US | IE1 (15 Wo.)IE | Erstveröffentlichung: 5. Juni 1995 Verkäufe: + 565.000                                    |
| 1995 | Miss Sarajevo Original Soundtracks 1                                    | DE11 (17 Wo.)DE | AT22 (10 Wo.)AT | CH10 (13 Wo.)CH | UK6 Silber · (15 Wo.)UK | — | IE4 (9 Wo.)IE | Erstveröffentlichung: 13. November 1995 Verkäufe: + 225.000; mit Brian Eno als Passengers |
| 1997 | Discothèque Pop                                                         | DE9 (7 Wo.)DE | AT9 (8 Wo.)AT | CH6 (10 Wo.)CH | UK1 Silber · (11 Wo.)UK | US10 Gold · (11 Wo.)US | IE1 (7 Wo.)IE | Erstveröffentlichung: 3. Februar 1997 Verkäufe: + 777.500                                 |
| 1997 | Staring at the Sun Pop                                                  | DE41 (9 Wo.)DE | AT25 (4 Wo.)AT | CH29 (6 Wo.)CH | UK3 (6 Wo.)UK | US26 (18 Wo.)US | IE4 (8 Wo.)IE | Erstveröffentlichung: 15. April 1997                                                      |
| 1997 | Last Night on Earth Pop                                                 | DE60 (3 Wo.)DE | AT31 (1 Wo.)AT | — | UK10 (5 Wo.)UK | US57 (8 Wo.)US | IE11 (8 Wo.)IE | Erstveröffentlichung: 14. Juli 1997                                                       |
| 1997 | Please Pop                                                              | DE26 (5 Wo.)DE | — | CH35 (3 Wo.)CH | UK7 (4 Wo.)UK | — | IE6 (8 Wo.)IE | Erstveröffentlichung: 20. Oktober 1997                                                    |
| 1997 | If God Will Send His Angels Pop                                         | — | — | — | UK12 (6 Wo.)UK | — | IE11 (5 Wo.)IE | Erstveröffentlichung: 8. Dezember 1997                                                    |
| 1997 | Mofo (Remixes) Pop                                                      | — | — | — | — | — | — | Erstveröffentlichung: 9. Dezember 1997                                                    |
| 1998 | Sweetest Thing The Best of 1980–1990                                    | DE21 (9 Wo.)DE | AT7 (12 Wo.)AT | CH28 (11 Wo.)CH | UK3 Gold · (13 Wo.)UK | US63 (17 Wo.)US | IE1 (11 Wo.)IE | Erstveröffentlichung: 19. Oktober 1998 Verkäufe: + 480.000                                |
| 2000 | Beautiful Day All That You Can’t Leave Behind                           | DE7 Gold · (9 Wo.)DE | AT7 (9 Wo.)AT | CH6 (20 Wo.)CH | UK1 ×2Doppelplatin · (16 Wo.)UK | US21 Gold · (25 Wo.)US | IE1 (13 Wo.)IE | Erstveröffentlichung: 9. Oktober 2000 Verkäufe: + 2.295.000                               |
| 2001 | Stuck in a Moment You Can’t Get Out Of All That You Can’t Leave Behind  | DE40 (6 Wo.)DE | AT38 (6 Wo.)AT | CH38 (10 Wo.)CH | UK2 Silber · (8 Wo.)UK | US52 (20 Wo.)US | IE1 (11 Wo.)IE | Erstveröffentlichung: 29. Januar 2001 Verkäufe: + 235.000                                 |
| 2001 | Elevation All That You Can’t Leave Behind                               | DE31 (9 Wo.)DE | AT21 (13 Wo.)AT | CH20 (13 Wo.)CH | UK3 (8 Wo.)UK | — | IE1 (10 Wo.)IE | Erstveröffentlichung: 2. Juli 2001                                                        |
| 2001 | Walk On All That You Can’t Leave Behind                                 | DE54 (4 Wo.)DE | AT33 (8 Wo.)AT | CH48 (7 Wo.)CH | UK5 (8 Wo.)UK | — | IE7 (10 Wo.)IE | Erstveröffentlichung: 15. Oktober 2001                                                    |
| 2002 | Electrical Storm The Best of 1990–2000                                  | DE8 (8 Wo.)DE | AT8 (10 Wo.)AT | CH5 (15 Wo.)CH | UK5 (13 Wo.)UK | US77 (7 Wo.)US | IE2 (13 Wo.)IE | Erstveröffentlichung: 21. Oktober 2002 Verkäufe: + 40.000                                 |
| 2004 | Vertigo How to Dismantle an Atomic Bomb                                 | DE9 (11 Wo.)DE | AT4 (15 Wo.)AT | CH6 (17 Wo.)CH | UK1 Gold · (12 Wo.)UK | US31 Gold · (20 Wo.)US | IE1 (18 Wo.)IE | Erstveröffentlichung: 5. November 2004 Verkäufe: + 1.007.500                              |
| 2005 | Sometimes You Can’t Make It on Your Own How to Dismantle an Atomic Bomb | DE23 (9 Wo.)DE | AT25 (9 Wo.)AT | CH39 (7 Wo.)CH | UK1 Silber · (9 Wo.)UK | US97 (3 Wo.)US | IE3 (11 Wo.)IE | Erstveröffentlichung: 7. Februar 2005 Verkäufe: + 200.000                                 |
| 2005 | City of Blinding Lights How to Dismantle an Atomic Bomb                 | DE24 (9 Wo.)DE | AT28 (8 Wo.)AT | CH41 (8 Wo.)CH | UK2 (9 Wo.)UK | — | IE8 (10 Wo.)IE | Erstveröffentlichung: 6. Juni 2005                                                        |
| 2005 | All Because of You How to Dismantle an Atomic Bomb                      | DE37 (4 Wo.)DE | AT37 (3 Wo.)AT | — | UK4 (5 Wo.)UK | — | IE4 (11 Wo.)IE | Erstveröffentlichung: Oktober 2005                                                        |
| 2006 | Original of the Species How to Dismantle an Atomic Bomb                 | — | — | — | — | — | — | Erstveröffentlichung: 22. März 2006                                                       |
| 2006 | The Saints Are Coming 18 Singles                                        | DE6 (9 Wo.)DE | AT3 (9 Wo.)AT | CH1 (7 Wo.)CH | UK2 (6 Wo.)UK | US51 (9 Wo.)US | IE1 (8 Wo.)IE | Erstveröffentlichung: 3. November 2006 mit Green Day                                      |
| 2007 | Window in the Skies 18 Singles                                          | DE14 (9 Wo.)DE | AT11 (8 Wo.)AT | CH34 (10 Wo.)CH | UK4 (4 Wo.)UK | — | IE5 (8 Wo.)IE | Erstveröffentlichung: 5. Januar 2007                                                      |
| 2008 | The Ballad of Ronnie Drew –                                             | — | — | — | — | — | IE1 (11 Wo.)IE | Erstveröffentlichung: 19. Februar 2008 mit The Dubliners / Kila / A Band Of Bowsies       |
| 2009 | Get on Your Boots No Line on the Horizon                                | DE19 (6 Wo.)DE | AT11 (4 Wo.)AT | CH65 (3 Wo.)CH | UK12 (5 Wo.)UK | US37 (3 Wo.)US | IE1 (6 Wo.)IE | Erstveröffentlichung: 16. Februar 2009                                                    |
| 2009 | Magnificent No Line on the Horizon                                      | DE25 (9 Wo.)DE | AT51 (3 Wo.)AT | CH45 (19 Wo.)CH | UK42 (1 Wo.)UK | US79 (1 Wo.)US | IE5 (11 Wo.)IE | Erstveröffentlichung: 1. Mai 2009 Verkäufe: + 30.000                                      |
| 2009 | I’ll Go Crazy If I Don’t Go Crazy Tonight No Line on the Horizon        | DE40 (3 Wo.)DE | AT34 (3 Wo.)AT | CH49 (2 Wo.)CH | UK32 (1 Wo.)UK | — | IE7 (5 Wo.)IE | Erstveröffentlichung: 4. September 2009                                                   |
| 2013 | Ordinary Love Mandela: Long Walk to Freedom O.S.T.                      | DE39 (13 Wo.)DE | AT29 (10 Wo.)AT | CH11 (19 Wo.)CH | — | US84 (2 Wo.)US | IE13 (17 Wo.)IE | Erstveröffentlichung: 29. November 2013 Verkäufe: + 180.500                               |
| 2014 | Invisible –                                                             | DE48 (2 Wo.)DE | AT39 (2 Wo.)AT | CH22 (2 Wo.)CH | UK65 (1 Wo.)UK | — | IE24 (3 Wo.)IE | Erstveröffentlichung: 3. Februar 2014 Verkäufe: + 50.000                                  |
| 2014 | The Miracle (of Joey Ramone) Songs of Innocence                         | — | — | — | — | — | — | Erstveröffentlichung: 9. September 2014 Verkäufe: + 530.000                               |
| 2014 | Every Breaking Wave Songs of Innocence                                  | — | — | — | — | — | IE53 (1 Wo.)IE | Erstveröffentlichung: 17. November 2014 Verkäufe: + 555.000                               |
| 2015 | Song for Someone Songs of Innocence                                     | — | — | — | — | — | IE87 (2 Wo.)IE | Erstveröffentlichung: 18. Mai 2015 Verkäufe: + 525.000                                    |
| 2017 | You’re the Best Thing About Me Songs of Experience                      | — | — | CH48 (3 Wo.)CH | UK92 (1 Wo.)UK | — | IE66 (3 Wo.)IE | Erstveröffentlichung: 6. September 2017 Verkäufe: + 125.000                               |
| 2017 | Get Out of Your Own Way Songs of Experience                             | — | — | CH73 (1 Wo.)CH | — | — | — | Erstveröffentlichung: 30. Oktober 2017 feat. Kendrick Lamar                               |
| 2017 | The Blackout Songs of Experience                                        | — | — | — | — | — | — | Erstveröffentlichung: 1. November 2017                                                    |
| 2017 | Lights of Home Songs of Experience                                      | — | — | — | — | — | IE87 (1 Wo.)IE | Erstveröffentlichung: 1. Dezember 2017                                                    |
| 2018 | Love Is Bigger Than Anything in Its Way Songs of Experience             | — | — | — | — | — | — | Erstveröffentlichung: 11. Mai 2018 mit Cheat Codes                                        |
| 2019 | Ahimsa –                                                                | — | — | — | — | — | — | Erstveröffentlichung: 22. November 2019 mit A.R. Rahman                                   |
| 2021 | Your Song Saved My Life Sing 2 O.S.T.                                   | — | — | — | — | — | — | Erstveröffentlichung: 2. November 2021                                                    |
| 2023 | Atomic City –                                                           | — | — | — | — | — | IE64 (1 Wo.)IE | Erstveröffentlichung: 29. September 2023                                                  |
| Folgende Lieder erschienen nicht als Single, wurden aber durch das Album zum Download und Streaming bereitgestellt und konnten somit eine Platzierung erlangen: |                                                                         | | | | | | |                                                                                           |
| |                                                                         | | | | | | |                                                                                           |
| 2019 | Out of Control Three                                                    | — | — | — | — | — | IE19 (2 Wo.)IE |                                                                                           |

### Als Gastmusiker
| Jahr | Titel Album                             | Höchstplatzierung, Gesamtwochen, AuszeichnungChartplatzierungen (Jahr, Titel, Album, Platzierungen, Wochen, Auszeichnungen, Anmerkungen) | Höchstplatzierung, Gesamtwochen, AuszeichnungChartplatzierungen (Jahr, Titel, Album, Platzierungen, Wochen, Auszeichnungen, Anmerkungen) | Höchstplatzierung, Gesamtwochen, AuszeichnungChartplatzierungen (Jahr, Titel, Album, Platzierungen, Wochen, Auszeichnungen, Anmerkungen) | Höchstplatzierung, Gesamtwochen, AuszeichnungChartplatzierungen (Jahr, Titel, Album, Platzierungen, Wochen, Auszeichnungen, Anmerkungen) | Höchstplatzierung, Gesamtwochen, AuszeichnungChartplatzierungen (Jahr, Titel, Album, Platzierungen, Wochen, Auszeichnungen, Anmerkungen) | Höchstplatzierung, Gesamtwochen, AuszeichnungChartplatzierungen (Jahr, Titel, Album, Platzierungen, Wochen, Auszeichnungen, Anmerkungen) | Anmerkungen                                                                   |
| Jahr | Titel Album                             | DE | AT | CH | UK | US | IE | Anmerkungen                                                                   |
| --- | --------------------------------------- | --- | --- | --- | --- | --- | --- | ----------------------------------------------------------------------------- |
| 2001 | New Year’s Dub –                        | — | — | CH93 (2 Wo.)CH | UK15 (5 Wo.)UK | — | IE13 (6 Wo.)IE | Erstveröffentlichung: 30. Juli 2001 Musique vs. U2                            |
| 2004 | Take Me to the Clouds Above –           | DE22 (10 Wo.)DE | AT8 (14 Wo.)AT | CH41 (10 Wo.)CH | UK1 Platin · (9 Wo.)UK | — | IE3 (15 Wo.)IE | Erstveröffentlichung: 26. Januar 2004 Verkäufe: + 600.000; LMC vs. U2         |
| 2005 | Sgt. Pepper’s Lonely Hearts Club Band – | — | — | — | — | US48 (1 Wo.)US | — | Erstveröffentlichung: 2. Juli 2005 Paul McCartney mit U2                      |
| 2006 | One The Breakthrough                    | DE6 Platin · (26 Wo.)DE | AT1 (41 Wo.)AT | CH2 (46 Wo.)CH | UK2 Gold · (19 Wo.)UK | US86 (1 Wo.)US | IE2 (20 Wo.)IE | Erstveröffentlichung: 3. April 2006 Verkäufe: + 718.000; Mary J. Blige mit U2 |
| Folgende Lieder erschienen nicht als Single, wurden aber durch das Album zum Download und Streaming bereitgestellt und konnten somit eine Platzierung erlangen: |                                         | | | | | | |                                                                               |
| |                                         | | | | | | |                                                                               |
| 2017 | XXX. DAMN.                              | — | — | — | UK50 (2 Wo.)UK | US33 Gold · (3 Wo.)US | IE22 (3 Wo.)IE | Verkäufe: + 865.000; Kendrick Lamar feat. U2                                  |

## Videoalben
| Jahr | Titel                                  | Höchstplatzierung, Gesamtwochen, AuszeichnungChartplatzierungen (Jahr, Titel, Platzierungen, Wochen, Auszeichnungen, Anmerkungen) | Höchstplatzierung, Gesamtwochen, AuszeichnungChartplatzierungen (Jahr, Titel, Platzierungen, Wochen, Auszeichnungen, Anmerkungen) | Höchstplatzierung, Gesamtwochen, AuszeichnungChartplatzierungen (Jahr, Titel, Platzierungen, Wochen, Auszeichnungen, Anmerkungen) | Höchstplatzierung, Gesamtwochen, AuszeichnungChartplatzierungen (Jahr, Titel, Platzierungen, Wochen, Auszeichnungen, Anmerkungen) | Höchstplatzierung, Gesamtwochen, AuszeichnungChartplatzierungen (Jahr, Titel, Platzierungen, Wochen, Auszeichnungen, Anmerkungen) | Höchstplatzierung, Gesamtwochen, AuszeichnungChartplatzierungen (Jahr, Titel, Platzierungen, Wochen, Auszeichnungen, Anmerkungen) | Anmerkungen                                                                    |
| Jahr | Titel                                  | DE | AT | CH | UK | US | IE | Anmerkungen                                                                    |
| ---- | -------------------------------------- | --- | --- | --- | --- | --- | --- | ------------------------------------------------------------------------------ |
| 1983 | Under a Blood Red Sky                  | — | — | CH3 (1 Wo.)CH | UK8 (15 Wo.)UK | US3 (… Wo.)US | — | Erstveröffentlichung: November 1983 Charteinstieg CH: 2009                     |
| 1985 | The Unforgettable Fire Collection      | — | — | — | UK22 (3 Wo.)UK | — | — | Erstveröffentlichung: November 1985 Charteinstieg UK: 1994                     |
| 1988 | U2: Rattle and Hum                     | DE— ×2DoppelplatinDE | — | — | UK1 ×3Dreifachplatin · (158 Wo.)UK                                                                                                | — | — | Erstveröffentlichung: 1988 Verkäufe: + 250.000; Charteinstieg UK: 1994         |
| 1992 | Achtung Baby – The Videos              | — | — | — | UK10 (9 Wo.)UK | US— PlatinUS | — | Erstveröffentlichung: 17. Mai 1992 Verkäufe: + 100.000; Charteinstieg UK: 1994 |
| 1994 | Zoo TV: Live from Sydney               | DE32 d (5 Wo.)DE | — | CH77 d (1 Wo.)CH | UK1 Platin · (75 Wo.)UK | US— PlatinUS | — | Erstveröffentlichung: 5. April 1994 Verkäufe: + 245.500                        |
| 1998 | Popmart: Live from Mexico              | DE15 d (3 Wo.)DE | — | CH52 e (2 Wo.)CH | UK2 Platin · (48 Wo.)UK | — | — | Erstveröffentlichung: 22. November 1998 Verkäufe: + 92.500                     |
| 1999 | The Best of 1980–1990                  | — | — | — | UK2 Gold · (36 Wo.)UK | — | — | Erstveröffentlichung: April 1999 Verkäufe: + 65.000                            |
| 2001 | Elevation 2001 – U2 Live from Boston   | DE— GoldDE | AT— GoldAT | — | UK4 ×2Doppelplatin · (64 Wo.)UK                                                                                                   | US— ×2DoppelplatinUS | — | Erstveröffentlichung: 4. Dezember 2001 Verkäufe: + 513.000                     |
| 2002 | The Best of 1990–2000                  | — | — | — | UK2 Platin · (38 Wo.)UK | — | — | Erstveröffentlichung: 2. Dezember 2002 Verkäufe: + 143.000                     |
| 2003 | U2 Go Home – Live from Slane Castle    | — | — | — | UK1 ×2Doppelplatin · (47 Wo.)UK                                                                                                   | — | — | Erstveröffentlichung: 17. November 2003 Verkäufe: + 429.000                    |
| 2005 | Vertigo 2005 – Live from Chicago       | DE20 d Platin · (7 Wo.)DE | — | CH24 d Gold · (9 Wo.)CH | UK2 ×2Doppelplatin · (41 Wo.)UK                                                                                                   | — | — | Erstveröffentlichung: 11. November 2005 Verkäufe: + 762.000                    |
| 2006 | 18 Videos                              | — | — | — | — | — | — | Erstveröffentlichung: 17. November 2006 Verkäufe: + 83.000                     |
| 2010 | 360° at the Rose Bowl                  | DE3 d ×3Dreifachgold · (25 Wo.)DE                                                                                                 | AT1 Platin · (27 Wo.)AT | CH1 Gold · (36 Wo.)CH | UK1 Gold · (44 Wo.)UK | — | IE— ×2DoppelplatinIE | Erstveröffentlichung: 4. Juni 2010 Verkäufe: + 388.000                         |
| 2016 | iNNOCENCE + eXPERIENCE – Live In Paris | DE3 d (7 Wo.)DE | — | CH1 (16 Wo.)CH | UK1 (33 Wo.)UK | — | — | Erstveröffentlichung: 10. Juni 2016 Verkäufe: + 19.000                         |

grau schraffiert: keine Chartdaten aus diesem Jahr verfügbar

## Boxsets
| Jahr | Titel Musiklabel                                | Höchstplatzierung, Gesamtwochen, AuszeichnungChartplatzierungen (Jahr, Titel, Musiklabel, Platzierungen, Wochen, Auszeichnungen, Anmerkungen) | Höchstplatzierung, Gesamtwochen, AuszeichnungChartplatzierungen (Jahr, Titel, Musiklabel, Platzierungen, Wochen, Auszeichnungen, Anmerkungen) | Höchstplatzierung, Gesamtwochen, AuszeichnungChartplatzierungen (Jahr, Titel, Musiklabel, Platzierungen, Wochen, Auszeichnungen, Anmerkungen) | Höchstplatzierung, Gesamtwochen, AuszeichnungChartplatzierungen (Jahr, Titel, Musiklabel, Platzierungen, Wochen, Auszeichnungen, Anmerkungen) | Höchstplatzierung, Gesamtwochen, AuszeichnungChartplatzierungen (Jahr, Titel, Musiklabel, Platzierungen, Wochen, Auszeichnungen, Anmerkungen) | Höchstplatzierung, Gesamtwochen, AuszeichnungChartplatzierungen (Jahr, Titel, Musiklabel, Platzierungen, Wochen, Auszeichnungen, Anmerkungen) | Anmerkungen |
| Jahr | Titel Musiklabel                                | DE | AT | CH | UK | US | IE | Anmerkungen |
| ---- | ----------------------------------------------- | --- | --- | --- | --- | --- | --- | --- |
| 1987 | The Joshua Tree Singles Island Records (Ariola) | — | — | — | UK100 (1 Wo.)UK | — | — | Erstveröffentlichung: November 1987 Box mit 4 7" Singles: With or Without You / I Still Haven’t Found What I’m Looking For / Where The Streets Have No Name (Single Edit) / In God’s Country |
| 2004 | The Complete U2 Island Records (UMG)            | — | — | — | — | — | — | Erstveröffentlichung: 23. November 2004 nur im iTunes Store erhältlich, enthält alle bisherigen Werke                                                                                        |
| 2009 | The Best of 1980–2000 Island Records (UMG)      | — | AT21 (7 Wo.)AT | — | — | — | — | Erstveröffentlichung: 27. November 2009 |

grau schraffiert: keine Chartdaten aus diesem Jahr verfügbar

## Promoveröffentlichungen
| Jahr | Titel Album                                    | Anmerkungen                            |
| ---- | ---------------------------------------------- | -------------------------------------- |
| 2023 | Pride (In The Name of Love) Songs of Surrender | Erstveröffentlichung: 11. Januar 2023  |
| 2023 | With or Without You Songs of Surrender         | Erstveröffentlichung: 27. Januar 2023  |
| 2023 | One Songs of Surrender                         | Erstveröffentlichung: 12. Februar 2023 |

## Sonderveröffentlichungen
| Jahr | Titel                                       | Anmerkungen |
| ---- | ------------------------------------------- | --- |
| 2000 | Hasta La Vista Baby!                        | Erstveröffentlichung: 2000 enthält 14 Live-Aufnahmen der Auftritte im Dezember 1997 in Mexiko-Stadt, erschien exklusiv über das Fan-Club-Magazin "Propaganda"                    |
| 2005 | U2.Communication                            | Erstveröffentlichung: 2005 erschien exklusiv über die offizielle Fan-Website u2.com                                                                                              |
| 2006 | ZOO2LIVE – U2 LIVE in Sydney                | Erstveröffentlichung: 2006 enthält eine Audio-Version des Konzertes von Sydney im November 1993, erschien exklusiv über die offizielle Fan-Website u2.com                        |
| 2007 | U2 Go Home Live from Slane Castle           | Erstveröffentlichung: 21. November 2007 enthält eine Audio-Version des Konzertes vom Slane Castle im August 2001, erschien exklusiv über die offizielle Fan-Website u2.com       |
| 2012 | U22: A 22 Track Live Collection from U2360° | Erstveröffentlichung: 30. Mai 2012 enthält 22 Live-Aufnahmen verschiedener Auftritte im Rahmen der 360°-Tour 2009–2011, erschien exklusiv über die offizielle Fan-Website u2.com |

| Jahr | Titel                         | Anmerkungen |
| ---- | ----------------------------- | --- |
| 2009 | U2: Medium, Rare & Remastered | Erstveröffentlichung: April 2009 enthält auf 2 Audio-CDs insgesamt 20 Lieder, darunter unveröffentlichtes Material und Alternativ-Versionen, erschien exklusiv über das Fan-Club-Magazin "Propaganda" |

| Jahr | Titel | Anmerkungen |
| ---- | ----- | --- |
| 1995 | Melon | Erstveröffentlichung: Februar 1995 enthält neun Remixe, erschien exklusiv über das Fan-Club-Magazin "Propaganda" |

| Jahr | Titel                             | Anmerkungen |
| ---- | --------------------------------- | --- |
| 2001 | U2 Exclusive CD! The Sunday Times | Erstveröffentlichung: Juni 2001 als Beilage der Sunday Times veröffentlicht, enthält fünf Live-Aufnahmen und zwei Videos |

## Statistik

### Chartauswertung
Die folgende Aufstellung beinhaltet eine Übersicht über die Charterfolge von U2 in den Album- und Singlecharts. In Deutschland besteht die Besonderheit, dass Videoalben sich ebenfalls in den Albumcharts platzieren, in den weiteren Ländern stammen die Chartausgaben aus den Musik-DVD-Charts.
|                     | DE     | AT     | CH     | UK     | US     | IE     |
| ------------------- | ------ | ------ | ------ | ------ | ------ | ------ |
| Nummer-eins-Alben   | DE9DE  | AT10AT | CH10CH | UK11UK | US8US  | IE7IE  |
| Top-10-Alben        | DE16DE | AT14AT | CH14CH | UK18UK | US13US | IE9IE  |
| Alben in den Charts | DE24DE | AT16AT | CH16CH | UK25UK | US21US | IE19IE |

|                       | DE     | AT     | CH     | UK     | US     | IE     |
| --------------------- | ------ | ------ | ------ | ------ | ------ | ------ |
| Nummer-eins-Singles   | DE—DE  | AT1AT  | CH1CH  | UK7UK  | US2US  | IE20IE |
| Top-10-Singles        | DE10DE | AT12AT | CH10CH | UK33UK | US6US  | IE42IE |
| Singles in den Charts | DE32DE | AT30AT | CH35CH | UK50UK | US34US | IE50IE |

|                          | DE    | AT    | CH    | UK     | US    | IE    |
| ------------------------ | ----- | ----- | ----- | ------ | ----- | ----- |
| Nummer-eins-Videoalben   | DE—DE | AT1AT | CH2CH | UK5UK  | US—US | IE—IE |
| Top-10-Videoalben        | DE—DE | AT1AT | CH3CH | UK12UK | US1US | IE—IE |
| Videoalben in den Charts | DE—DE | AT1AT | CH3CH | UK13UK | US1US | IE—IE |

### Auszeichnungen für Musikverkäufe
| Land/RegionAuszeichnungen für Musikverkäufe (Land/Region, Auszeichnungen, Verkäufe, Quellen) | Silber       | Gold         | Platin         | Diamant       | Verkäufe     | Quellen |
| -------------------------------------------------------------------------------------------- | ------------ | ------------ | -------------- | ------------- | ------------ | --- |
| Argentinien (CAPIF)                                                                          | —            | 3× Gold3     | 26× Platin26   | —             | 938.000      | capif.org.ar (Memento vom 31. Mai 2011 im Internet Archive) AR2 (Memento vom 31. Mai 2011 im Internet Archive) |
| Australien (ARIA)                                                                            | —            | 13× Gold13   | 79× Platin79   | —             | 4.912.500    | aria.com.au |
| Belgien (BRMA)                                                                               | —            | 3× Gold3     | 15× Platin15   | —             | 790.000      | ultratop.be |
| Brasilien (PMB)                                                                              | —            | 14× Gold14   | 14× Platin14   | 27× Diamant27 | 8.385.000    | pro-musicabr.org.br BR2 BR3                                                                                    |
| Dänemark (IFPI)                                                                              | —            | 4× Gold4     | 23× Platin23   | —             | 913.000      | ifpi.dk |
| Deutschland (BVMI)                                                                           | —            | 12× Gold12   | 16× Platin16   | —             | 7.050.000    | musikindustrie.de                                                                                              |
| Europa (IFPI)                                                                                | —            | —            | 22× Platin22   | —             | (22.000.000) | ifpi.org (Memento vom 1. Januar 2014 im Internet Archive)                                                      |
| Finnland (IFPI)                                                                              | —            | 9× Gold9     | —              | —             | 235.460      | ifpi.fi |
| Frankreich (SNEP)                                                                            | Silber1      | 8× Gold8     | 22× Platin22   | Diamant1      | 5.895.500    | infodisc.fr snepmusique.com                                                                                    |
| Golf-Kooperationsrat (IFPI)                                                                  | —            | Gold1        | —              | —             | 3.000        | ifpi.org (Memento vom 10. Oktober 2013 im Internet Archive)                                                    |
| Griechenland (IFPI)                                                                          | —            | —            | 6× Platin6     | —             | 101.000      | Einzelnachweise                                                                                                |
| Hongkong (IFPI/HKRIA)                                                                        | —            | Gold1        | 2× Platin2     | —             | 50.000       | ifpihk.org |
| Irland (IRMA)                                                                                | —            | —            | 23× Platin23   | —             | 312.000      | irishcharts.ie                                                                                                 |
| Italien (FIMI)                                                                               | —            | 10× Gold10   | 20× Platin20   | —             | 1.695.000    | fimi.it |
| Japan (RIAJ)                                                                                 | —            | 5× Gold5     | 5× Platin5     | —             | 1.550.000    | riaj.or.jp |
| Kanada (MC)                                                                                  | —            | 5× Gold5     | 57× Platin57   | 2× Diamant2   | 6.930.000    | musiccanada.com                                                                                                |
| Kolumbien (ASINCOL)                                                                          | —            | Gold1        | Platin1        | —             | 22.500       | Einzelnachweise                                                                                                |
| Kroatien (HDU)                                                                               | Silber1      | —            | —              | —             | 3.000        | hgu.hr |
| Mexiko (AMPROFON)                                                                            | —            | 11× Gold11   | 6× Platin6     | —             | 985.000      | amprofon.com.mx                                                                                                |
| Neuseeland (RMNZ)                                                                            | —            | 10× Gold10   | 100× Platin100 | —             | 1.887.500    | aotearoamusiccharts.co.nz NZ2                                                                                  |
| Niederlande (NVPI)                                                                           | —            | 6× Gold6     | 14× Platin14   | —             | 1.185.000    | nvpi.nl |
| Norwegen (IFPI)                                                                              | —            | 3× Gold3     | 5× Platin5     | —             | 375.000      | ifpi.no (Memento vom 5. November 2012 im Internet Archive)                                                     |
| Österreich (IFPI)                                                                            | —            | 7× Gold7     | 11× Platin11   | —             | 602.500      | ifpi.at |
| Polen (ZPAV)                                                                                 | —            | 6× Gold6     | 6× Platin6     | —             | 360.000      | olis.pl |
| Portugal (AFP)                                                                               | —            | 3× Gold3     | 22× Platin22   | —             | 509.000      | Einzelnachweise                                                                                                |
| Rumänien (UFPR)                                                                              | —            | —            | Platin1        | —             | 4.000        | Einzelnachweise                                                                                                |
| Russland (NFPF)                                                                              | —            | Gold1        | 2× Platin2     | —             | 50.000       | 2m-online.ru                                                                                                   |
| Schweden (IFPI)                                                                              | —            | 7× Gold7     | 5× Platin5     | —             | 615.000      | sverigetopplistan.se                                                                                           |
| Schweiz (IFPI)                                                                               | —            | 5× Gold5     | 13× Platin13   | —             | 651.000      | hitparade.ch                                                                                                   |
| Singapur (RIAS)                                                                              | —            | —            | Platin1        | —             | 10.000       | rias.org.sg |
| Spanien (Promusicae)                                                                         | —            | 9× Gold9     | 31× Platin31   | —             | 2.710.000    | elportaldemusica.es ES2 ES3 ES4 ES5                                                                            |
| Südafrika (RISA)                                                                             | —            | —            | 3× Platin3     | —             | 150.000      | mi2n.com |
| Ungarn (MAHASZ)                                                                              | —            | 4× Gold4     | 2× Platin2     | —             | 67.000       | slagerlistak.hu                                                                                                |
| Vereinigte Staaten (RIAA)                                                                    | —            | 5× Gold5     | 47× Platin47   | Diamant1      | 57.300.000   | riaa.com |
| Vereinigtes Königreich (BPI)                                                                 | 13× Silber13 | 11× Gold11   | 72× Platin72   | —             | 26.036.000   | bpi.co.uk |
| Insgesamt                                                                                    | 15× Silber15 | 177× Gold177 | 672× Platin672 | 31× Diamant31 |              | |